# Поповац (Ђаковица)
Поповац (алб. Popoc) је насељено место у општини Ђаковица, на Косову и Метохији. Према попису становништва из 2011. у насељу је живело 300 становника.

## Становништво
Према попису из 2011. године, Поповац има следећи етнички састав становништва:
| Националност | 2011.        |
| Албанци      | 300 (100,0%) |
| Укупно       | 300          |

| Демографија | Демографија | Демографија |
| Година      | Становника  | Становника  |
| ----------- | ----------- | ----------- |
| 1948.       | 171         |             |
| 1953.       | 166         |             |
| 1961.       | 174         |             |
| 1971.       | 192         |             |
| 1981.       | 242         |             |
| 1991.       | 302         |             |
| 2011.       | 300         |             |